# 宝亀の乱
宝亀の乱（ほうきのらん）は、奈良時代の宝亀11年（780年）に、現在の東北地方で起きた反乱。現在の宮城県にあたる陸奥国にて、古代日本の律令国家（朝廷、中央政権）に対し、上治郡の蝦夷の族長であった伊治呰麻呂が起こしたもので、首謀者の名を採って伊治公呰麻呂の乱または伊治呰麻呂の乱とも呼ばれる。

## 概要
宝亀11年（780年）、政府側に帰服して上治郡の大領に任じられていた「蝦夷」である伊治公呰麻呂が、覚鱉城（かくべつじょう）造営に着手するために伊治城（現在の宮城県栗原市にあった城柵）に駐留することとなった陸奥按察使紀広純およびそれに付き従っていた陸奥介大伴真綱、牡鹿郡大領であった道嶋大楯らを襲撃。紀広純、道嶋大楯の殺害に至ったのち、呰麻呂に呼応して反乱した軍勢が陸奥国府であった多賀城を襲撃し、物資を略奪して城を焼き尽くしたものである。
陸奥国、出羽国両国統治の最高責任者であった陸奥按察使が殺害され、多賀城が失陥したことにより、政府による東北地方の経営は大打撃を被った。この事件に大きな衝撃を受けた政府は、呰麻呂の行動を「伊治公呰麻呂反」と記して、八虐のうち謀反にあたると断じ、国家転覆の罪に当たるとした。のみならずただちに征東大使、出羽鎮狄将軍を派遣して軍事的な鎮圧に当たらしめたが、陸奥国の動乱はより深まっていき、政府と蝦夷が軍事的に全面対決する時代が到来する。にもかかわらず首謀者であった呰麻呂は捕らえられることなく、その後の記紀にも現れずに歴史の中に消えてしまっている。

## 乱の経過

### 背景と原因
乱の原因として『続日本紀』では、呰麻呂の個人的な怨恨を理由に挙げている。夷俘の出身である呰麻呂は、もともと事由があって紀広純を嫌っていたが、恨みを隠して媚び仕えていたために、紀広純の方では意に介さずに大いに信頼を置いていた。これに対し道嶋大楯は常日頃より呰麻呂を夷俘として侮辱していたために、呰麻呂がこれを深く恨んでいたとするものである。
もともと呰麻呂には政府に協力した功績を賞して、伊治公の姓と、第二等の蝦夷爵の地位が与えられていたが、宝亀9年（778年）6月には、伊治城造営や俘軍を率いて戦った功績を賞して外従五位下という地方在住者としては最高の位が授けられている。このように政府に協力し、かつそれまでの功績を認められて地位を昇進させてきた呰麻呂にとって、つとに道嶋大楯から辱めを受けていたことは、耐えがたい屈辱であったと考えられる。
一方でこの乱は、呰麻呂個人の怨恨に帰結するものでなく、藤原仲麻呂政権以降、東北地方への進出を強め、現地住民との軋轢を増してきた政府の政策に対する、蝦夷側の反作用というべき性格も持っている。ただし反乱の舞台となった地域は完全に政府側の勢力が及んでいなかった地域でなく、首謀者の呰麻呂が受爵していたことからもわかる通り、ある程度政府の政治的・文化的な影響下にある地域であった。反乱は、それを踏まえた政府によるさらなる現地支配の強化に対しての抵抗と捉えられるものである。

### 乱の発生
乱の発生は宝亀11年3月22日（780年5月1日）である。陸奥按察使であった紀広純は、覚鱉城造営のため、俘軍を率い、陸奥介大伴宿禰真綱、牡鹿郡大領道嶋大楯、そして反乱の首謀者となる上治郡大領伊治呰麻呂を従えて、伊治城に入った。これを機会に呰麻呂は自ら内応して俘軍を誘い、反乱に至ったものである。呰麻呂はまず道嶋大楯を殺すと、ついで衆を率いて紀広純を囲み、攻めてこれも弑した。大伴真綱に対しては囲みを開いて多賀城まで護送した。これは真綱に多賀城の明け渡しを求めてのこととみられる。城下の住民が多賀城の中に競うようにして入り保護を求めたが、真綱は陸奥掾の石川浄足（いしかわのきよたり）とともに後門から隠れて逃げたため、住民も散り散りになって逃れた。数日後には反乱軍が多賀城まで来襲し、府庫の物資を略奪した上、城に火を放って焼き払ったという。この時伊治城・多賀城ともに大規模な火災により焼失したことは、発掘調査によっても裏付けられている。

### 征東使の派遣と、それを巡る混乱
概要で述べたとおり、この事件は政府では大きな衝撃として受け止められた。天皇の現地代理人である按察使が殺害され、陸奥国府の多賀城を失陥したことは国家や天皇の権威を著しく損なうものだったからである。このため事件から6日後の3月28日には征東使の人事が行われ、中納言の藤原継縄を征東大使に任じ、次いで大伴益立、紀古佐美を征東副使とし、さらに出羽国に動揺が波及しないようにするための出羽鎮狄将軍として安倍家麻呂を任じた。しかし、藤原継縄は当初より現地に下向しようとしなかった。代わって軍を率いることになったのが、征東副使であった大伴益立である。
益立は天平宝字年間に雄勝城・桃生城を造営した際に鎮守軍監を務めており、現地経験も豊富であった。このため副将軍にして異例の節刀を授けられて赴任することになったのである。益立の赴任に際し、3月29日に陸奥守を兼任させ、ついで4月4日に正五位上から従四位下に昇進させた。さらに5月14日には坂東諸国及び能登国、越中国、越後国に対し軍糧の供出も命じられ、5月16日には進士（志願兵）を募る勅までも発せられている。しかし、征東使として派遣されながら益立らの現地での軍事行動は遅々として進展しなかった。5月8日に最初の報告があり、「まずは兵糧を蓄え、5月下旬に国府に入った後敵の機をうかがい、然るべき時期に征討を行う」とする方針を伝えてからその後2ヶ月近くに渡り、連絡さえも途絶えてしまったのである。これに対し光仁天皇は、6月28日に書状または軍監以下の者を遣わして実情を報告するよう強く命じるに至った。その結果7月下旬以降にあらためて武具や軍糧を多賀城方面に進発させるよう、東海道・東山道諸国に命が出されている。これにより9月以降に征夷がなされる見通しが立ったものの、最初の反乱から半年近くの時間を空費することになったのである。
しかし、政府側の混乱はさらに続く。乱からおよそ半年後の9月23日、参議であった藤原小黒麻呂が正四位下の位を授けられ、持節征東大使に任命された。節刀を授けられるのは天皇の代理人であることの証であるため、一つの征討使の中に二人以上ということはあり得ず、この時に赴任しなかった前征東大使藤原継縄だけでなく、副使大伴益立の節刀も褫奪されたとみられる。
結局のところ大伴益立が具体的な軍事行動に着手できなかったのも、人員、軍糧、武具のいずれもが不足していたからであると考えられている。更に副使でありながら異例の節刀を授けられたものの、節刀を持たないながらも同格である副将軍紀古佐美を従えねばならず、益立の指揮官としての権威は不十分であった。益立を更迭し高位高官の藤原小黒麻呂をあらためて征東大使に任じた背景には、このことを考慮した可能性が考えられる。結局益立は征東副使から更迭されたばかりか、翌年の天応元年（781年）5月27日には陸奥守も紀古佐美に交代させられ、9月26日には従四位下も剥奪される処分が下されてしまった。彼の死後、名誉が回復され従四位下に復されるのは実に56年後の承和4年（837年）、益立の子である大伴野継の熱心な訴えによってである。
しかし、代わった藤原小黒麻呂による軍事行動も難航することになる。小黒麻呂の着任後とみられる10月22日には「今年は征討すべからず」と奏上しているが、光仁天皇はこれを厳しく譴責し、10月29日にあらためて征夷の実施を厳命している。これにより小黒麻呂も具体的な行動に着手せざるを得なくなり、12月10日には2,000の兵を動員して、「鷲座・楯座・石沢・大菅屋・柳沢等の五道」を塞ぎ、「賊」の要害を遮断したと報告している。

### 光仁天皇から桓武天皇への譲位と、さらなる戦乱の時代
しかし、結局のところこれらの軍事活動はみるべき成果をもたらさなかった。また、当初反乱の首謀者であったはずの呰麻呂も追捕できなかったばかりか、彼の名はその後の記紀にも現れない。征東使が翌年に帰京するまでの間に、宝亀から天応への改元が行われ、光仁天皇から山部親王すなわち桓武天皇への譲位がなされたが、新天皇である桓武は、呰麻呂ではなく、「賊中の首にして、一を以て千に当たる」として「伊佐西古・諸絞・八十嶋・乙代」の名を敵の首魁として挙げている。しかしながら征東使の軍勢は、これら敵の指導者の一人として討ち果たせなかったばかりか、「賊」4,000人に対して、70人余りの首を持ち帰るに留まった。このため、首を持ち帰ったことを戦果として報告したいと入京を申請した藤原小黒麻呂に対し、桓武天皇は十分な戦果を挙げえないまま軍を解散させたとして叱責し、その入京を認めなかった。そして、副使である内蔵全成または多犬養を先に入京させて、軍中の委細を報告させるよう命じたのである。それから2か月余りを経た8月から9月にかけて論功行賞が行われ、征東大使の藤原小黒麻呂が正四位下から正三位に昇進し、紀古佐美、百済王俊哲、内蔵全成、多犬養、多治比宇美、百済王英孫、安倍猨嶋墨縄、入間広成ら10人も征夷の労によって叙位されたが、ひとり大伴益立が従四位下の剥奪処分に至ったのは前述のとおりである。征夷が遅れた原因を大伴益立一人の罪に帰したものと考えられる。
一方、先に挙げられた「伊佐西古・諸絞・八十嶋・乙代」はいずれも有力な蝦夷の族長であり、中でも伊佐西古は宝亀9年（778年）、呰麻呂とともに外従五位下を授かった吉弥侯部伊佐西古その人である。このことはすなわち、呰麻呂が乱を起こすとともに従来政府側に協力してきた蝦夷たちまでもが離反したことを示す。これまで政府側に帰属してきた蝦夷は、「俘軍」として政府側の武力として活動することもあったが、桓武天皇の治世の下行われた3回に渡る征夷では、俘軍の政府軍への参加はみられない。ここに至り征夷は律令国家と蝦夷の全面対決の局面に突入し、坂上田村麻呂がアテルイらの軍勢に勝利して胆沢地方を平定するまで、大規模な戦乱の時代が続くこととなる。一定の鎮定がみられたとして行われた天応元年の論功行賞であるが、これは形式的な終結にすぎず、根本的な解決には至っていなかったのである。

## 乱の影響

### 出羽国、そして渡嶋蝦夷への影響
呰麻呂の乱の影響は、伊治城、多賀城周辺のみならず、陸奥国そして出羽国の広汎な範囲に影響を及ぼした。出羽国でも宝亀11年（780年）に、乱に連動して蜂起した蝦夷が雄勝郡・平鹿郡を襲撃・略奪したことが記録されている。このような情勢のもと、陸奥国に派遣する征東大使とあわせて、出羽鎮狄将軍に安倍家麻呂を任じる人事が発令されたのは前述のとおりである。この時家麻呂は軍事以外にも出羽国の政治問題にも関与している。
もともと出羽国は陸奥国に比べ常備兵力が少なく、かつ乱の波及によって雄勝城の防衛に多くの兵力を割く必要が生じたため、秋田城の守備を維持することが困難になった。したがってこの頃秋田城は守衛が停止され、機能を停止していたとみられる。そのためこれまで秋田城を通じて朝貢し、饗給を受けていたとみられる渡嶋（北海道）の蝦夷に対しては、宝亀11年5月、鎮狄将軍（家麻呂）と出羽国司に、渡嶋蝦夷が離反しないよう特に懇ろに饗応すべしと命じる勅が出されている。

### 秋田城の停廃問題
呰麻呂の反乱の以前から現在の東北地方の情勢はかなり不穏であり、呰麻呂の乱に先立つ宝亀5年（774年）には、海道蝦夷が反乱して桃生城を襲撃した。後世、「三十八年戦争」とも称される苛烈な戦乱の時代はこの時既に始まりを迎えていたのであり、そもそも呰麻呂や伊佐西古が政府から叙位を受けていたのも、そのような情勢下で政府側に立って活動した功績を嘉されてのことである。
出羽国においても、宝亀2年（771年）の渤海国使来着を伝える記事の中で「出羽国賊地野代」（現在の秋田県能代市にあたる）と記されており、従前は秋田城の支配下にあった野代がこの時期政府の支配から離脱して「賊地」となっていた。この野代の蝦夷からの圧迫により、秋田の百姓が攻撃される恐れがあったので、秋田城を停廃して、民衆を河辺郡に移そうとする考えが宝亀初期より存在した。百姓が移住を嫌がったので宝亀11年まで移住を実現できず問題が先送りとなっていたが、当事国である出羽国としては、秋田城の維持にかかる負担は過重だったのである。この秋田城の停廃問題であるが、この宝亀初期から宝亀11年（780年）まで継続して停止状態にあったとみる見解と、宝亀7年（776年）頃までに一度復活しその後宝亀9年（778年）以後に再度停止したとみる見解があるが、今泉隆雄は後者の見解を採用している。
このように秋田城の存廃と、その周辺住民の先行きが揺れ動く中で、秋田城の支配下にあった蝦狄の志良須、俘囚の宇奈古らは、安倍家麻呂に対し秋田城廃止による不安を訴え、このまま城が永久に放棄されてしまうのか、元のように保つことはできないのかと言上している。彼らのように政府側に帰属する蝦夷系住民にとって、城の廃止は敵対する集団から攻撃される危険を招き、まさしく死活問題だったのである。家麻呂はこの訴えを政府に伝えて対応を求めた。政府からの回答は、秋田城は久しく敵を防ぎ民を守ってきたものであるから、放棄するのは得策でないとし、これを廃止せずに暫定的な措置として鎮狄将軍の率いる兵を駐屯させて鎮守させ、また鎮狄使か出羽国司の一人を駐在させて専当官とするべしという内容であった。加えて、由理柵（現在の秋田県由利本荘市にあったと推定される城柵）にも兵士を駐屯させ、秋田城と相互に救援するよう命じている。
秋田城の暫定的な維持が決定した一方で、由理柵の防備が命じられているのは、既に秋田城以南の情勢も不穏になっていたことを示すものである。同様のことは更に南側の大室塞（現在の山形県尾花沢市付近にあったと推定される城柵）でも起きており、宝亀11年12月には光仁天皇からその防御を命じられることとなる。由理や大室といった、出羽国中部の地域も「賊の要害」（敵の攻撃を防ぐための場所）と呼ばれる最前線へと変貌したことになる。しかしながら記録上鎮狄使の活動が見られるのはこの時までで、翌年5月に安倍家麻呂が上野守に任じられていることから、それまでには出羽国に派遣された鎮狄使は任務を終了していたと考えられる。

### 天応改元と桓武天皇即位
呰麻呂によって引き起こされた戦乱を鎮定できないまま、混乱の宝亀11年は暮れた。翌年元日に日本史上唯一の元日改元である宝亀から天応への改元が行われる。改元にあたり伊勢斎宮の上空に美雲が顕れたことを瑞祥としたと詔が出されているが、この年は辛酉の年にあたり、かつ元日が辛酉の日であった。辛酉とは中国の易姓革命思想において革命が起こる年と考えられており、王朝交代が起きなかった日本においても、「辛酉」は政治の刷新が期待される年であるとする思想は共有されていた。したがってこの時光仁天皇は山部親王すなわち後の桓武天皇に譲位する内意を固めていたとする。
この改元の詔において、光仁天皇は異例の呼びかけを行っている。呰麻呂らのために道を誤って離反した百姓が「賊」を棄てて戻ってくるなら、三年間の課役免除を与えるとするものである。乱のために逃亡を余儀なくされた住民が多かったことを物語る内容であるが、果たして天応元年（781年）4月、光仁天皇は退位し桓武天皇が即位するのである。問題の解決は桓武天皇に託されることになり、征夷は都の造営と並んで彼の生涯の事業となる。

### 原典
1. 1 2 3 4  『続日本紀』宝亀十一年三月丁亥条
2. ↑  『続日本紀』宝亀九年六月庚子条
3. ↑  『続日本紀』宝亀十一年三月発巳、甲午、四月戊戌条
4. ↑  『続日本紀』宝亀十一年六月辛酉条
5. ↑  『続日本紀』天応元年九月辛巳条
6. ↑  『続日本後紀』承和四年五月丁亥条
7. ↑  『続日本紀』宝亀十一年十月己未条
8. 1 2  『続日本記』天応元年六月戊子条
9. ↑  『続日本紀』宝亀十一年八月乙卯条
10. ↑  『続日本紀』宝亀十一年八月乙卯条
11. ↑  『続日本紀』宝亀十一年十二月庚子条
12. ↑  『続日本紀』天応元年正月辛酉条